# دفاتر الليل
دفاترْ الليلْ، برنامج تلفزيوني غنائي لبناني قديم، إنتاج تلفزيون لبنان عام 1971، قدمته فيروز على شاشة تلفزيون لبنان مع نخبة من الفنانين اللبنانيين الكبار وهو من تأليف وتلحين "الأخوين رحباني". 
قدّم الأغاني: السيدة فيروز، نصري شمس الدين، هدى حداد، محمد مرعي، جوزيف ناصيف، إيلي شويري، جورجيت صايغ، ملحم بركات، أنطوان أو مروان محفوظ، نوال الكك، صلاح تيزاني (أبو سليم)، عبد الله حمصي (أسعد)، محمود مبسوط (فهمان)، محمد السراج، والفرقة الشعبية اللبنانية. ومن إخراج أنطوان سي ريمي.

## الأغاني
| الأغنية                        | شعر              | لحن             | غناء                     |
| ------------------------------ | ---------------- | --------------- | ------------------------ |
| وطني                           | الأخوين رحباني   | الأخوين رحباني  | فيروز                    |
| أمي يا ملاكي                   | سعيد عقل         | الأخوين رحباني  | فيروز                    |
| يمّ الحلق                       | الأخوين رحباني   | فيلمون وهبي     | نصري شمس الدين           |
| اللي بحبا إسما زاهية           | الأخوين رحباني   | الأخوين رحباني  | جوزيف ناصيف              |
| قمارة يا قمارة                 | الأخوين رحباني   | الأخوين رحباني  | فيروز                    |
| كتبنا وما كتبنا                | الأخوين رحباني   | فيلمون وهبي     | فيروز                    |
| شفتو عالعين                    | الأخوين رحباني   | الأخوين رحباني  | هدى حدّاد                 |
| يا ناعورة شوي شوي              | الأخوين رحباني   | الأخوين رحباني  | مروان محفوظ، نوال الكك   |
| نحنا المراجل                   | مثال             | مثال            | ملحم بركات               |
| في معهن سيارة و معنا بسيكلاتات | مثال             | مثال            | جورجيت صايغ              |
| راكبين بعربيّة و طايرين         | مثال             | مثال            | هدى حدّاد، مروان محفوظ    |
| سكن الليل                      | جبران خليل جبران | محمد عبد الوهاب | فيروز                    |
| لعمل سلم فوق سلم               | مثال             | مثال            | نصري شمس الدين والمجموعة |
| دهان مغطس بدهان                | مثال             | مثال            | إيلي شويري               |
| هيلا هيصة                      | مثال             | مثال            | ملحم بركات               |
| يخزي العين                     | مثال             | مثال            | محمد مرعي والمجموعة      |
| يا ماريّا يا مسوسحة القبطان     | مثال             | مثال            | فيروز                    |
| وصلوا بحّارتنا وصلوا            | مثال             | مثال            | فيروز و المجموعة         |
| مراكبنا عل مينا                | مثال             | مثال            | فيروز و نصري و المجموعة  |